# 15 octobre
Pour les articles homonymes, voir Quinze-Octobre.
15 septembre 15 novembre
Chronologies thématiques
- Croisades
- Ferroviaires
- Sports
- Disney
- Anarchisme
- Catholicisme

Abréviations / Voir aussi
- (° 1852) = né en 1852
- († 1885) = mort en 1885
- a.s. = calendrier julien
- n.s. = calendrier grégorien
- Calendrier
- Calendrier perpétuel
- Liste de calendriers
- Naissances du jour

Le 15 octobre est le 288e jour de l’année du calendrier grégorien, 289e lorsqu'elle est bissextile (il en reste ensuite 77).
Son équivalent du 15 october de l'ancien calendrier romain y était le jour des ides d'october, empruntées aux Étrusques selon l'auteur latin Varron (-116 - 27).
Ils correspondaient généralement au 24 vendémiaire du calendrier républicain français, officiellement dénommé jour de l'amaryllis (la plante).

## Événements

### IXesiècle
- 879 : Boson devient roi de Bourgogne.

### XIIesiècle
- 1106 : Henri Ier est reconnu duc de Normandie.

### XVIesiècle
- 1529 : fin du premier siège de Vienne.
- 1582 : à la suite de l'application du calendrier grégorien dans certains pays, le 15 octobre 1582 y fait directement suite au 4 octobre (dix jours sont supprimés).

### XVIIIesiècle
- 1793 : bataille de La Tremblaye, pendant la guerre de Vendée.

### XIXesiècle
- 1805 : début de la bataille d'Ulm (campagne d'Allemagne), victoire majeure des troupes napoléoniennes.
- 1840 : attentat manqué de Marius Darmès contre le roi des Français Louis-Philippe Ier[1].
- 1864 : victoire confédérée à la bataille de Glasgow, pendant la guerre de Sécession.
- 1894 : en France, arrestation d'Alfred Dreyfus.
- 1896 : Joseph Gallieni fait fusiller les princes malgaches, dans la colonie de Madagascar et ses dépendances.

### XXesiècle
- 1917 : condamnée à mort pour espionnage, la courtisane Mata Hari est fusillée, au polygone de tir de Vincennes (décès infra).
- 1940 : exécution du président de la Generalitat de Catalogne, Lluís Companys, par le régime franquiste.
- 1944 : le Parti des Croix fléchées prend le pouvoir en Hongrie.
- 1946 : résolution no 9, du Conseil de sécurité des Nations unies, relative à la Cour internationale de justice.
- 1948 : Shigeru Yoshida devient premier ministre du Japon.
- 1959 : attentat de l'Observatoire.
- 1963 : évacuation des dernières troupes armées françaises du port de Bizerte, en Tunisie, événement qui met fin à une présence coloniale de 82 ans.
- 1964 : Alexis Kossyguine devient président du Conseil des ministres de l'U.R.S.S.
- 1966 : fondation du Black Panther Party.
- 1970 : Anouar el-Sadate devient président de l'Égypte.
- 1979 : Benedikt Gröndal devient premier ministre d'Islande.
- 1987 : coup d’État au Burkina Faso.

### XXIesiècle
- 2003 : élection d'Ilham Aliev comme président de la République d’Azerbaïdjan.
- 2017 :
  - en Autriche, élections législatives remportées par l’ÖVP de Sebastian Kurz.
  - Au Kirghizistan, élection présidentielle remportée par le social démocrate Sooronbay Jeenbekov.
  - Au Venezuela, élections régionales remportées par le GPP, du président Nicolás Maduro, mais les résultats annoncés sont contestés par l'opposition[2].

- 2020 : au Kirghizistan, Sadyr Japarov devient président de la République par intérim à la suite de la démission de Sooronbay Jeenbekov dans le contexte d'un mouvement de contestation post-électoral[3].
- 2023 :
  - en Équateur, Daniel Noboa (photo) bat Luisa González lors du second tour de l’élection présidentielle[4].
  - en Pologne, l'opposition remporte les élections parlementaires[4] tandis que le référendum portant sur quatre questions échoue faute de participation suffisante[5].

## Arts, culture et religion
- 1883 : ouverture du Palais de justice de Bruxelles.
- 1905 : création de La Mer, de Claude Debussy.
- 1924 : parution du Manifeste du surréalisme, d'André Breton[6].
- 1938 : première de Daphné, opéra de Richard Strauss, créé à Dresde sous la direction de Karl Böhm.
- 1940 : première mondiale à New York du film Le Dictateur de Charlie Chaplin[7].
- 1965 : déclaration Nostra Ætate, sur l'Église et les religions non chrétiennes.
- 1988 : 
  - installation et bénédiction de la statue de Notre-Dame de France, à Baillet-en-France, devant 52 000 personnes environ[8].
  - Sortie en simple de la chanson Orinoco Flow de l’Irlandaise Enya (Brennan)[9].

## Sciences et techniques
- 1783 : Jean-François Pilâtre de Rozier est le premier être humain à monter dans le ballon des frères Montgolfier.
- 1991 : détection de la particule Oh-My-God.
- 1997 : lancement de la mission Cassini-Huygens, destinée à l'observation du système saturnien.
- 2003 : mission Shenzhou 5, envoyant Yang Liwei comme premier taïkonaute dans l'espace.

## Économie et société
- 1923 : en Allemagne, début de la mise en circulation du rentenmark, afin de contrer l'hyperinflation de la république de Weimar.
- 1983 : une Marche pour l'égalité et contre le racisme part de Marseille.
- 2011 : première journée mondiale des Indignés.
- 2013 : un séisme de magnitude 7,2 cause 155 victimes, dans l’archipel des Visayas aux Philippines.
- 2021 : au Royaume-Uni, le député conservateur David Amess  est assassiné à Leigh-on-Sea, non loin de Londres[10].
- 2022 : en Russie, une fusillade dans une base militaire fait 13 morts[11].

## Naissances

### Iersiècleav. J.-C.
- -70 : Virgile, poète latin († 21 septembre 19 av. J.-C.).

### XIVesiècle
- 1396 : Jean IV, comte d’Armagnac († 5 novembre 1450).

### XVIIesiècle
- 1608 : Evangelista Torricelli, physicien et mathématicien italien († 25 octobre 1647).
- 1612 : Isaac de Benserade, écrivain et dramaturge français († 19 octobre 1691).

### XVIIIesiècle
- 1701 : Marguerite d'Youville, religieuse canadienne († 23 décembre 1771).
- 1740 : Élie Lafont, militaire français († 28 décembre 1810).
- 1772 : Paul-Thérèse-David d'Astros, prélat français († 29 septembre 1851).
- 1784 : Thomas-Robert Bugeaud, militaire français († 10 juin 1849).
- 1797 : William Siborne, militaire britannique († 9 janvier 1849).

### XIXesiècle
- 1816 : Henri Dupuy de Lôme, ingénieur militaire et homme politique français († 1er février 1885).
- 1824 :
  - Yan' Dargent (Jean-Édouard Dargent dit), peintre français († 19 novembre 1899).
  - Benoît Langénieux, prélat français († 1er janvier 1905).
- 1829 : Asaph Hall, astronome américain († 22 novembre 1907).
- 1836 : James Tissot (Jacques-Joseph Tissot dit), peintre et graveur français († 8 août 1902).
- 1840 : Honoré Mercier, homme politique canadien, 9e Premier ministre du Québec, en fonction de 1887 à 1891 († 30 octobre 1894).
- 1844 : Friedrich Nietzsche, philosophe allemand († 25 août 1900).
- 1852 : Gonnohyōe Yamamoto (山本権兵衛), amiral et homme politique japonais († 8 décembre 1933).
- 1856 : Georges Robert Nivelle, militaire français († 23 mars 1924).
- 1858 : John Lawrence Sullivan, boxeur américain († 2 février 1918).
- 1864 : Florence Hussey Hall, féministe anglaise († 10 octobre 1917).
- 1875 : 
  - Stanislas de Castellane, homme politique français († 4 juillet 1959).
  - Pierre d'Orléans-Bragance, prince second dans l'ordre de succession au trône impérial brésilien († 29 janvier 1940).
- 1878 : Paul Reynaud, homme politique français, président du Conseil des ministres en 1940 († 21 septembre 1966).
- 1880 : Marie Stopes, écrivaine écossaise, paléobotaniste, militante pour le droit des femmes († 2 octobre 1958).
- 1881 : Pelham Grenville Wodehouse, écrivain britannique († 14 février 1975).
- 1885 : John Ramsbottom, mycologue britannique († 14 décembre 1974).
- 1890 : Mohamed Ali El Hammi, syndicaliste tunisien († 10 mai 1928).
- 1892 : József Nagy, footballeur puis entraîneur hongrois († 22 janvier 1963).
- 1894 : Hermann Hänggi, gymnaste suisse, double champion olympique († 21 novembre 1978).
- 1895 : Thérèse Bertrand-Fontaine, médecin française († 24 décembre 1987).
- 1896 : André Gabriello (André Adrien Marie Galopet dit), acteur français († 19 mars 1975).
- 1897 : Karl Friedrich « Fritz » Wilhelm Schulz, général d'infanterie allemand († 30 novembre 1976).
- 1898 : Boughéra El Ouafi, athlète de fond français († 18 octobre 1959).
- 1900 : Mervyn LeRoy, réalisateur et producteur américain († 13 septembre 1987).

### XXesiècle
- 1904 : 
  - Igor Vladimirovitch Belkovitch (en russe : Игорь Владимирович Белькович), astronome soviétique († 30 mai 1949).
  - Maurice Lombard, historien français († 2 juillet 1965).
- 1905 :
  - Gustav Gerneth, supercentenaire allemand, doyen masculin officiel de l'humanité du 20 janvier 2019 à sa mort († 22 octobre 2019).
  - Angelo Schiavio, footballeur puis entraîneur italien († 17 avril 1990).
  - Lü Sibai, peintre chinois († 14 janvier 1973).
- 1908 : John Kenneth Galbraith, économiste, diplomate et écrivain américain († 29 avril 2006).
- 1909 : Georges Brousse, homme politique français († 11 décembre 1980).
- 1911 : Jean Davy, comédien français († 5 février 2001).
- 1912 : 
  - Claude Dellys, aviateur, pilote d'essai et résistant français († 21 février 1952).
  - Constance Babington Smith, journaliste et écrivaine britannique († 31 juillet 2000).
- 1915 : Yitzhak Shamir (יצחק שמיר), homme politique israélien, Premier ministre de 1983 à 1984 puis de 1986 à 1992 († 30 juin 2012).
- 1916 :
  - Hassan Gouled Aptidon, homme d'État djiboutien († 21 novembre 2006).
  - Yasuji Miyazaki (宮崎康二), nageur japonais, champion olympique du 100 m. nage libre en 1932 († 30 décembre 1989).
- 1917 : Arthur Schlesinger, Jr., historien américain († 28 février 2007).
- 1920 :
  - Heinz Barth, officier allemand, criminel de guerre de la Waffen-SS († 6 août 2007).
  - Armand Panigel, musicologue et cinématologue français († 28 décembre 1995).
  - Mario Puzo, écrivain italien († 2 juillet 1999).
  - Henri Verneuil (Achod Malakian dit), cinéaste français († 11 janvier 2002).
- 1923 : Italo Calvino, écrivain italien († 19 septembre 1985).
- 1924 : Lee Iacocca, dirigeant d'entreprise américain († 2 juillet 2019).
- 1925 : MacHouston « Mickey » Baker, musicien américain († 27 novembre 2012).
- 1926 :
  - Michel Foucault, philosophe français († 25 juin 1984).
  - Ed McBain (Salvatore Lombino dit), écrivain américain († 6 juillet 2005).
  - Elizabeth Jean Peters, actrice américaine († 13 octobre 2000).
  - Karl Richter, musicien et chef d'orchestre allemand († 15 février 1981).
  - Vladimir Trochine, acteur et chanteur soviétique puis russe († 25 février 2008).
- 1930 : 
  - Philippe Leroy(-Beaulieu), militaire et acteur français.
  - Christian Wiyghan Tumi, prélat camerounais († 3 avril 2021).
- 1931 : 
  - Ahmed Laraki (أحمد العراقي), homme politique marocain, Premier ministre de 1969 à 1971 († 2 novembre 2020).
  - Avul Pakir Jainulabdeen Abdul Kalam, homme d'État indien († 27 juillet 2015).
  - Pauline Perry, femme politique britannique.
- 1932 : 
  - Jacques Friedmann, inspecteur des finances et président de sociétés publiques († 15 décembre 2009).
  - Daniel Labille, prélat français.
- 1935 : 
  - Richard McTaggart, boxeur écossais, champion olympique.
  - Bobby Joe Morrow, athlète américain spécialiste du sprint, triple champion olympique († 30 mai 2020).
  - Willie O'Ree, hockeyeur professionnel canadien.
- 1936 : Michel Aumont, acteur français († 28 août 2019).
- 1937 :
  - Job an Irien (Joseph Irien dit), homme de lettres et prêtre catholique français et breton officiant en cette langue, aumônier de lycée Diwan.
  - André Kaspi, historien et homme politique français spécialiste de l'histoire des États-Unis.
  - Shelley Mann, nageuse américaine, championne olympique († 24 mars 2005).
  - Giovanni Rana, entrepreneur, fabricant et vendeur italien de pâtes industrielles.
- 1938 :
  - Fela Kuti, musicien et homme politique nigérian († 2 août 1997).
  - Sylvère Lotringer, philosophe français († 8 novembre 2021).
- 1939 : Liseron Tatin (Elisabeth Henriot veuve Tatin), collaboratrice de l'œuvre et co-gestionnaire du musée Robert-Tatin.
- 1940 : 
  - Keith Hartley, basketteur canadien.
  - Jean-Pierre Razat, joueur de rugby à XV français.
- 1942 : 
  - Éric Charden (Jacques Puissant dit), chanteur français († 29 avril 2012).
  - Vincent de Paul Lunda Bululu, homme politique congolais.
- 1943 : Penny Marshall (Carole Penelope Penny Masciarelli dite), actrice, réalisatrice et productrice américaine († 17 décembre 2018).
- 1944 : 
  - Haïm Saban, homme d'affaires et producteur de génériques télé américano-israélien.
  - David Trimble, homme politique nord-irlandais, Premier ministre, "co-négociateur" de l'Accord du Vendredi saint, Prix Nobel de la Paix († 25 juillet 2022).
- 1945 : 
  - James Alvin « Jim » Palmer, joueur de baseball américain.
  - Stephen Sherbourne, homme politique britannique.
- 1947 : 
  - László Fazekas, footballeur hongrois.
  - John Getz, acteur américain.
  - Jean-René Ouellet, acteur québécois.
- 1948 : Chris de Burgh (Christopher John Davison dit), chanteur irlandais.
- 1949 : 
  - Tanya Roberts, actrice américaine († 4 janvier 2021).
  - François Silvant, humoriste suisse († 14 juin 2007).
- 1950 :
  - Jordi Moraleda Perxachs, musicien et chef d'orchestre espagnol catalan († 26 juillet 2020).
  - Candida Royalle, actrice et réalisatrice de films pornographiques américaine († 7 septembre 2015).
- 1951 : 
  - Didier Chamizo, peintre contemporain français.
  - Christian Saint-Étienne, économiste, universitaire, analyste et homme politique français.
  - Roscoe Tanner, joueur de tennis américain.
- 1953 :
  - Elizabeth « Betsy » Clifford, skieuse canadienne.
  - Toriano Adaryll « Tito » Jackson, chanteur américain de la troupe fratrie des Jackson Five.
- 1954 : Marjolein Sligte, actrice néerlandaise.
- 1955 : 
  - Víctor Pecci, joueur de tennis paraguayen.
- 1956 :
  - Patrick Avril, homme politique belge.
  - Patrick Donnay, acteur belge.
- 1957 : Mira Nair (मीरा नायर), réalisatrice de cinéma indienne.
- 1958 : Stephen Clarke, écrivain et journaliste britannique.
- 1959 : 
  - Sarah Ferguson, princesse britannique.
  - Andy Holmes, rameur d'aviron britannique, double champion olympique († 24 octobre 2010).
- 1960 : Lolita Morena, comédienne et animatrice de télévision suisse.
- 1961 : Martine Audet, poète et écrivaine québécoise.
- 1962 :
  - Guy Georges (Guy Rampillon dit), tueur en série français.
  - Mark Ring, joueur de rugby gallois.
- 1963 : Francisco Casavella (Francisco García Hortelano dit), écrivain espagnol († 17 décembre 2008).
- 1966 : François Négret, acteur français.
- 1967 : Manuel Marlasca, journaliste espagnol.
- 1968 :
  - Didier Deschamps, footballeur français champion du monde 1998 et d'Europe en 2000, puis sélectionneur & entraîneur champion du monde 2018 puis de la 2e Ligue des nations en 2021.
- José Antonio Vera, footballeur espagnol.
  - Laurent Hénart, homme politique français.
  - Vanessa Marcil, actrice américaine.
- 1969 :
  - Martial Saddier, homme politique français.
  - Dimitri Zhdanov (Дмитрий Жданов), coureur cycliste russe.
- 1970 :
  - Ginuwine (Elgin Baylor Lumpkin dit), chanteur américain.
  - Pernilla Wiberg, skieuse alpine suédoise.
- 1971 :
  - Andrew Alexander « Andy » Cole, footballeur anglais.
  - Carla Qualtrough, athlète paralympique et femme politique canadienne.
- 1972 :
  - Fredrick Kristian « Fred » Hoiberg, joueur puis entraîneur américain de basket-ball.
  - Sandra Kim (Sandra Caldarone dite), chanteuse belge.
- 1973 : Éric Gingras, syndicaliste québécois.
- 1976 : Elisa Aguilar, basketteuse espagnole.
- 1977 :
  - Xavier Delarue, basketteur français.
  - Pascale de La Tour du Pin, journaliste française.
  - David Trezeguet, footballeur français.
- 1978 : Jean-François Bastien, chanteur québécois.
- 1979 :
  - Hani Al Dhabit (هاني الضابط), footballeur omanais.
  - Raphaël Glucksmann, essayiste et homme politique français.
- 1980 : 
  - Tom Boonen, coureur cycliste belge.
  - Gamariel Mbonimana, homme politique rwandais.
- 1981 :
  - Elena Dementieva (Елена Вячеславовна Дементьева), joueuse de tennis russe.
  - Charles Gaines, basketteur américain.
  - David Roumieu, joueur de rugby français.
  - Radoslav Zidek, snowboardeur slovaque.
- 1982 : Charline Labonté, hockeyeuse canadienne.
- 1983 :
  - Simona Podesova, basketteuse tchèque.
  - Bruno Senna, pilote automobile brésilien.
- 1985 : Arron Afflalo, basketteur américain.
- 1986 :
  - Paul Harris, basketteur américain.
  - Carlo Janka, skieur suisse.
  - Marcel de Jong, footballeur canado-néerlandais.
  - Nolito, footballeur espagnol.
- 1987 : Adrien Mattenet, pongiste français.
- 1988 :
  - Dominique Jones, basketteur américain.
  - Imane Merga, athlète de fond éthiopien.
  - Mesut Özil, footballeur allemand.
- 1989 : Adam Waczyński, basketteur polonais.
- 1991 :
  - Sayaka Nakaya (仲谷明香), chanteuse japonaise.
  - Brock Nelson, hockeyeur américain.
- 1995 :
  - Louis Duneton, acteur français de cinéma et télévision.
  - Jakob Pöltl, basketteur autrichien.
- 1999 : 
  - Bailee Madison, actrice et productrice américaine.
  - Alexei Sancov, nageur moldave.
  - Ben Woodburn, footballeur gallois.

### XXIesiècle
- 2005 : Christian de Danemark, prince danois.

## Décès

### XIIesiècle
- 1167 : Raimond Ier Trencavel, vicomte de Béziers, de Carcassonne et d'Albi, massacré à Béziers par les habitants de la ville[12] (° inconnue).

### XIVesiècle
- 1389 : Urbain VI (Bartolemeo Prignano dit), 202e pape, en fonction de 1378 à 1389 (° 1318).

### XVIesiècle
- 1546 : Galiot de Genouillac, militaire et diplomate français des rois de France, fidèle maître d'artillerie de François Ier[13] (° 1465).
- 1582 : Thérèse d'Ávila, religieuse espagnole, sainte de l'Église catholique (° 28 mars 1515).

### XVIIesiècle
- 1605 : Akbar (Jalâluddin Muhammad Akbar / جلال الدين محمّد أكبر dit), empereur moghol de 1556 à 1605 (° 14 octobre 1542).
- 1618 : Marguerite Guiot, épouse de Henri du Plessis, lui-même frère aîné du cardinal de Richelieu, morte en couches (le lendemain), quelques semaines avant l'enfant lui-même[14].

### XVIIIesiècle
- 1715 : Humphry Ditton, mathématicien anglais (° 29 mai 1675)
- 1744 : Jean Bouhier, religieux français, premier évêque de Dijon (° 14 mars 1866).
- 1785 : Antoine-Joseph des Laurents, prélat français (° 24 février 1713).

### XIXesiècle
- 1817 : Tadeusz Kościuszko, militaire polonais (° 4 février 1746).
- 1859 : Pedro Parraga, matador espagnol (° 5 novembre 1818).
- 1886 :
  - Grégoire Bibesco-Brancovan, prince franco-roumain (° 12 décembre 1827).
  - Mordekhai Tsvi Mane, poète et peintre russe (° 5 mai 1859).
  - Gustave Masure, journaliste et homme politique français (° 17 juin 1836).
- 1896 : Juan Gómez de Lesca, matador espagnol (° 24 juin 1867).

### XXesiècle
- 1917 : Mata Hari (Margaretha Geertruida Zelle dite), espionne néerlandaise (° 7 août 1876).
- 1934 : Raymond Poincaré, homme politique, avocat et journaliste français, président de la République française de 1913 à 1920 (° 20 août 1860).
- 1937 : Renato Paresce, peintre italien (° 5 janvier 1886).
- 1940 : Lluís Companys, avocat et homme politique catalan, président de la Généralité de Catalogne de 1934 à 1940 (° 21 juin 1882).
- 1945 : Pierre Laval, avocat et homme politique français, Premier ministre vichyste de 1942 à 1944 (° 28 juin 1883).
- 1946 : Hermann Göring, militaire allemand, dignitaire nazi (° 12 janvier 1893).
- 1954 : Maurice Bedel, homme de lettres français (° 30 décembre 1883).
- 1956 : Jules Rimet, dirigeant de football français (° 14 octobre 1873).
- 1957 : Henry Van de Velde, peintre et architecte belge (° 3 avril 1863).
- 1959 : Stepan Bandera (Степа́н Андрі́йович Банде́ра), homme politique ukrainien (° 1er janvier 1909).
- 1960 : Henny Porten, actrice allemande (° 7 janvier 1890).
- 1964 : Cole Porter, compositeur américain (° 9 juin 1891).
- 1965 : Abraham Adolf Fraenkel, mathématicien germano-israélien (° 17 février 1891).
- 1966 : Colette Bonheur (Colette Chailler dite), chanteuse canadienne (° 20 septembre 1927).
- 1969 : Abdirashid Ali Shermarke (عبد الرشيد علي شارماركي), homme politique somalien, président de la République de 1967 à 1969 (° 16 octobre 1919).
- 1975 : Jacques Charon, comédien français (° 27 février 1920).
- 1976 : Carlo Gambino, gangster américain (° 24 août 1902).
- 1985 : Frank Shoofey, avocat criminaliste québécois (° 1941).
- 1986 : Jacqueline Roque, épouse et égérie de Pablo Picasso (° 24 février 1927).
- 1987 : Thomas Sankara, militaire burkinabé, président du Conseil national révolutionnaire de la République de Haute-Volta (Burkina Faso) de 1983 à 1987 (° 21 décembre 1949).
- 1990 : Delphine Seyrig, actrice et comédienne française (° 10 avril 1932).
- 1991 : Benigno Cacérès, historien français (° 16 octobre 1916).
- 1994 : Jean Dasté, acteur français (° 18 septembre 1904).
- 1998 : Colette Darfeuil (Emma Henriette Augustine Floquet dite), actrice française (° 7 février 1906).
- 1999 : André Bricka, peintre paysagiste français (° 7 février 1922).
- 2000 : Konrad Bloch, biochimiste allemand (° 21 janvier 1912).

### XXIesiècle
- 2003 :
  - Moktar Ould Daddah (مختار ولد داداه), avocat et militaire mauritanien, président de la République islamique de Mauritanie de 1961 à 1978 (° 25 décembre 1924).
  - Benny Lévy, philosophe français (° 28 août 1945).
  - Yves Ravaleu, cycliste sur route français (° 25 septembre 1945).
- 2005 :
  - Giuseppe Caprio, prélat italien (° 15 novembre 1914).
  - Jason Collier, basketteur américain (° 8 septembre 1977).
  - Mildred Shay, actrice américaine (° 26 septembre 1911).
- 2007 :
  - Édouard Levé, écrivain et artiste conceptuel français (° 1er janvier 1965).
  - Vito Taccone, cycliste sur route italien (° 6 mai 1940).
- 2008 :
  - Edie Adams (Edith Elizabeth Enke dite), femme d'affaires, chanteuse et actrice américaine (° 16 avril 1927).
  - Nathan Davis, acteur américain (° 22 mai 1917).
  - Suzzanna (Suzanna Martha Frederika van Osch dite), actrice indonésienne (° 14 octobre 1942).
- 2011 : Marylène Kraft, écrivain vaudoise (° 5 décembre 1915).
- 2012 :
  - Claude Cheysson, homme politique et haut fonctionnaire français, ministre, député européen et commissaire européen (° 13 avril 1920).
  - Norodom Sihanouk (នរោត្តម សីហនុ), roi du Cambodge de 1993 à 2004 (° 31 octobre 1922).
- 2013 :
  - Donald Bailey, batteur américain (° 26 mars 1934).
  - Ian Douglas-Wilson, médecin britannique (° 12 mai 1912).
  - Sean Edwards, pilote automobile britannique (° 6 décembre 1986).
  - Rudolf Friedrich, homme politique suisse, conseiller fédéral de 1982 à 1984 (° 4 juillet 1923).
  - Eugène Lecrosnier, évêque français (° 20 avril 1923).
  - Bruno Metsu, joueur puis entraîneur français de football (° 28 janvier 1954).
  - Hans Riegel junior, chef d'entreprise allemand (° 10 mars 1923).
- 2014 : Marie Dubois (Claudine Lucie Pauline Huzé, dite), actrice française (° 12 janvier 1937).
- 2015 :
  - Nate Huffman, basketteur américain (° 2 avril 1975).
  - Michael Stevens, réalisateur, producteur de cinéma et scénariste américain (° 21 novembre 1966).
- 2016 : 
  - Marcel Berger, mathématicien français (° 14 avril 1927).
  - Klim Tchourioumov, astronaute soviétique puis russe (° 19 décembre 1937).
- 2017 :
  - Sylviane Carpentier Warembourg, Française élue Miss Picardie 1952, puis Miss France 1953 et 2e dauphine de Miss Europe 1953 (° 31 mars 1934).
  - Alain Meilland, chanteur, comédien et metteur en scène français cofondateur du Printemps de Bourges (° 15 février 1948).
  - Hervé Prudon, écrivain, journaliste et scénariste français (° 27 décembre 1950).
  - Anton Quintana, romancier et scénariste néerlandais (° 6 septembre 1937).
  - Hernán Silva Arce, arbitre de football chilien (° 5 novembre 1948).
  - Serge Thion, sociologue français (° 25 avril 1942).
- 2018 : 
  - Paul Allen, informaticien et homme d’affaires américain, cofondateur de Microsoft (° 21 janvier 1953).
  - Henri Fontaine, footballeur français (° 17 mars 1925).
  - Arto Paasilinna, écrivain, journaliste et poète finlandais (° 20 avril 1942).
- 2020 : 
  - Bhanu Athaiya, costumière indienne (° 28 avril 1929).
  - Edward Benguiat, graphiste américain (° 27 octobre 1927).
  - Sonja Edström, fondeuse suédoise (° 18 novembre 1930).
  - Danil Khalimov, lutteur russe et kazakh (° 6 juillet 1978).
  - Fambaré Ouattara Natchaba, homme politique togolais (° 17 avril 1945).
  - Jole Santelli, femme politique italienne (° 28 décembre 1968).
  - Fons Verplaetse, économiste et banquier belge (° 19 février 1930).
- 2021 :
  - David Amess, homme politique et député britannique (° 26 mars 1952).
  - Dan Benishek, homme politique américain (° 20 avril 1952).
  - Leo Boivin, hockeyeur sur glace canadien (° 2 août 1931).
  - André Cognat, ouvrier français de métropole devenu wayana en forêt guyanaise ;
- 2022 :
  - Michael Benjamin, chanteur, compositeur, guitariste et producteur haïtien (° 27 juin 1981).
  - Khadija El Bidaouia, chanteuse marocaine (° ? 1953).
  - Simon Roy, écrivain canadien (° 14 juin 1968).
- 2023 : Suzanne Somers, actrice, productrice, compositrice, scénariste américaine (° 16 octobre 1946).

## Célébrations
- Nations unies :
  - journée internationale du deuil périnatal / pregnancy and infant loss remembrance day (en).
  - Journée mondiale du lavage des mains[15].
  - Journée internationale de la femme rurale[16].
- États-Unis d'Amérique : journée de la canne blanche (en).
- Nigéria : période habituelle de la Felabration en référence à Fela Kuti depuis 1998 pour son 60e anniversaire de naissance ci-avant mais le deuxième post-mortem.
- Tunisie : fête de l'Évacuation (voir événement de 1963 supra également).
- Christianisme
  - anglican : Notre-Dame de Walsingham, fêtée dans le sanctuaire de Walsingham mais aussi dans d'autres églises anglicanes[17].
  - Station dans la fondation de Flavia avec déposition (?) de Jean-Baptiste, des prophètes Isaïe, Ézéchiel, Daniel, du patriarche Joseph, des jeunes Ananias, Azarias et Misaël ; et lectures de : Gn. 50, 15-26 ; Is. 6, 1(-10) ; Dn. 1, 1(-21) ; Héb. 11, 32(-40) ; Mt. 24, (14-22) (dans le lectionnaire de Jérusalem).

### Saints des Églises chrétiennes

#### Catholiques et orthodoxes
Saints du jour, :
- Aurélie de Ratisbonne († 1027), recluse à Ratisbonne.
- Barses d’Édesse († 378), évêque d'Édesse, exilé par l’empereur arien Valens.
- Bruno de Querfurt († 1009), évangélisateur de la Prusse et martyr, fêté le 9 mars en Occident.
- Cannat († 490), évêque de Marseille.
- Epain († IVe siècle), martyr dans le village homonyme.
- Euthyme le Jeune († 898), moine.
- Léonard de Vandœuvre († 570), ermite près de l'abbaye de Corbigny.
- Sabin de Catane (it) († 760), évêque de Catane.
- Sévère de Trèves (de) († Ve siècle), évêque de Trèves.
- Thècle († 769), abbesse à Kitzingen.

#### Saints et bienheureux catholiques
Saints et béatifiés du jour :
- Gauthier († 1244), abbé à l'abbaye de Quincy et martyr.
- Gonsalve de Lagos (pt) († 1422), ermite de saint Augustin, à Torres Vedras.
- Madeleine de Nagasaki († 1634), laïque tertiaire de saint Augustin, martyre à Nagasaki.
- Narcisse Basté Basté († 1936), bienheureux jésuite martyr à Paterna lors de la guerre civile espagnole[20].
- Philippe de Chantemilan († 1451), vierge à Vienne.
- Pierre Verdaguer Saurina († 1936), fils de la sainte Famille, martyr à Montcada.
- Thérèse d'Avila († 1582), réformatrice du carmel, et docteur de l'Église.

#### Saints orthodoxes
Outre les saints œcuméniques voire pré-schismatiques ci-avant, aux dates parfois "juliennes" / orientales...
- Jean de Souzdal († 1373), évêque en Russie.

### Prénoms
Bonne fête aux Thérèse et ses variantes : Teresa, Térésa, Terri, Terrie (empruntés à l'anglais), Tess, Theresa et Thérésa (empruntés à l'espagnol), Maïté, Maïte, Mathé, Maritie, etc. comme les 1er octobre mais depuis plus longtemps.
Et aussi aux Aurélie et ses variantes : Aurélia, Aurelia, Auréliane, Aurélianne, Aurély, Aurélya, Zarrina (en tadjik)[réf. souhaitée] (voir les 25 septembre, 2 décembre (?), les Aurèle les 20 juillet voire 12 août (?), sinon les Aubérie ou Aubery des 21 juillet).

## Traditions et superstitions

### Astrologie
- Signe du zodiaque : vingt-deuxième jour du signe astrologique de la Balance.

### Dicton du jour
- « À la sainte-Aurélie, les semailles sont finies. »[21]
- « Souvent Sainte Thérèse nous apporte un petit été, mais surtout, jardinier, ne va pas te déshabiller. »[22],[23].

## Toponymie
- Les noms de plusieurs voies, places, sites ou édifices de pays ou régions francophones contiennent cette date sous différentes graphies : voir Quinze-Octobre .